# アンコール・フィルムズ
アンコール・フィルムズ（Encore Films）は、シンガポールの映画配給、映画製作会社。シンガポール、マレーシア、インドネシア、ベトナム、ブルネイ、香港、台湾といった地域で、日本やアジアの映画を配給している。アンコール・フィルムズはこれまでに『DEATH NOTE』、『フライト・ゲーム』、『ドラゴン・キングダム』、『ドラゴン・ブレイド』、『コールド・ウォー 香港警察 二つの正義』、『進撃の巨人』、スタジオジブリの『崖の上のポニョ』、『風立ちぬ』などの映画を配給してきた。2016年、この会社は初めてシンガポール映画である『ヤング&ファビュラス』を製作・リリースした。